# Saint-Samson-de-la-Roque
Saint-Samson-de-la-Roque – miejscowość i gmina we Francji, w regionie Normandia, w departamencie Eure. Przez miejscowość przepływa Sekwana. 
Według danych na rok 1990 gminę zamieszkiwało 271 osób, a gęstość zaludnienia wynosiła 17 osób/km² (wśród 1421 gmin Górnej Normandii Saint-Samson-de-la-Roque plasuje się na 638. miejscu pod względem liczby ludności, natomiast pod względem powierzchni na miejscu 114.).